# 埃里奥特·希
小埃里奥特·麦凯·希（英語：Elliott McKay See, Jr.，1927年7月23日—1966年2月28日）曾是一位美国国家航空航天局的宇航员。